# Ebba Busch
Ebba-Elisabeth Busch-Christensen (Gamla Uppsala, 11 de febrero de 1987) es una política sueca que desempeña como vice primera ministra y ministra de Energía y Empresa desde el 18 de octubre de 2022, también ejerce como líder de los Demócratas Cristianos desde abril de 2015. Fue elegida como miembro del Riksdag en 2018 por el condado de Uppsala y las demás circunscripciones.

## Vida y educación temprana
Nacida de una madre sueca y padre noruego, Busch Thor se identifica como noruega y sueca. Mientras crecía en Gunsta, cerca de Uppsala, ella era estudiante en la escuela primaria Christian Livets Ord. Más tarde estudió el Programa del Diploma del IB en Katedralskolan en Uppsala, y estudios sobre la paz y el conflicto en la Universidad de Uppsala.

## Carrera política
En 2015, Busch Thor fue anunciado como la sucesora de Göran Hägglund como líder del Partido Demócrata Cristiano, y fue elegida formalmente el 25 de abril.

## Vida personal
En 2013, Ebba Busch se casó con el futbolista Niklas Thor.
Ella tiene un hijo, Birger, nacido en mayo de 2015 y una hija, Elise, nacida en febrero de 2017.